# Meistaraflokkur 1953
La Meistaraflokkur 1953 fu la 42ª edizione del massimo campionato di calcio islandese concluso con la vittoria del ÍA al suo secondo titolo.

## Formula
Le squadre partecipanti furono sei che furono suddivise in due gironi da tre e disputarono un totale di due partite. Le vincenti si affrontarono per la finale scudetto.

## Squadre partecipanti
| Club     | Città     | Posizione 1952     |
| -------- | --------- | ------------------ |
| Fram     | Reykjavík | 3°                 |
| KR       | Reykjavík | Campione d'Islanda |
| Valur    | Reykjavík | 4°                 |
| Víkingur | Reykjavík | 5°                 |
| ÍA       | Akranes   | 2°                 |
| Þróttur  | Reykjavík | non partecipanti   |

Tutti gli incontri si disputarono allo stadio Melavöllur, impianto situato nella capitale.

## Classifica finale

### Girone A
|  | Pos. | Squadra | Pt | G | V | N | P | GF | GS | DR |
|  | ---- | ------- | -- | - | - | - | - | -- | -- | -- |
|  | 1.   | ÍA      | 4  | 2 | 2 | 0 | 0 | 8  | 1  | +7 |
|  | 2.   | KR      | 2  | 2 | 1 | 0 | 1 | 3  | 5  | -2 |
|  | 3.   | Fram    | 0  | 2 | 0 | 0 | 2 | 2  | 7  | -5 |

Legenda:

      Ammesso alla finale
Note:

Due punti a vittoria, uno a pareggio, zero a sconfitta.

### Girone B
|  | Pos. | Squadra  | Pt | G | V | N | P | GF | GS | DR |
|  | ---- | -------- | -- | - | - | - | - | -- | -- | -- |
|  | 1.   | Valur    | 2  | 2 | 0 | 0 | 8 | 2  | +6 | 4  |
|  | 2.   | Víkingur | 2  | 1 | 0 | 1 | 6 | 3  | +3 | 2  |
|  | 3.   | Þróttur  | 2  | 0 | 0 | 2 | 1 | 10 | -9 | 0  |

Legenda:

      Ammesso alla finale
Note:

Due punti a vittoria, uno a pareggio, zero a sconfitta.

### Finale scudetto
I vincitori dei due gironi si affrontarono in gara unica per determinare la squadra campione.
| Reykjavík | ÍA | 3 – 2 | Valur | Melavöllur |

### Verdetti
- ÍA Campione d'Islanda 1953.